# Berliet
Berliet — французский производитель автомобилей, автобусов, грузовиков и военной техники, а также других транспортных средств, базирующийся в Венисьё, недалеко от Лиона, Франция. Основанная в 1899 году, за исключением пятилетнего периода с 1944 по 1949 год, когда компания была подвергнута «административному секвестру», она находилась в частной собственности до 1967 года, а затем стала частью Citroën, после чего была приобретена Renault в 1974 году и слилась с Saviem в новую компанию Renault Trucks в 1978 году. К 1980 году марка Berliet завершила своё существование.

## История основания

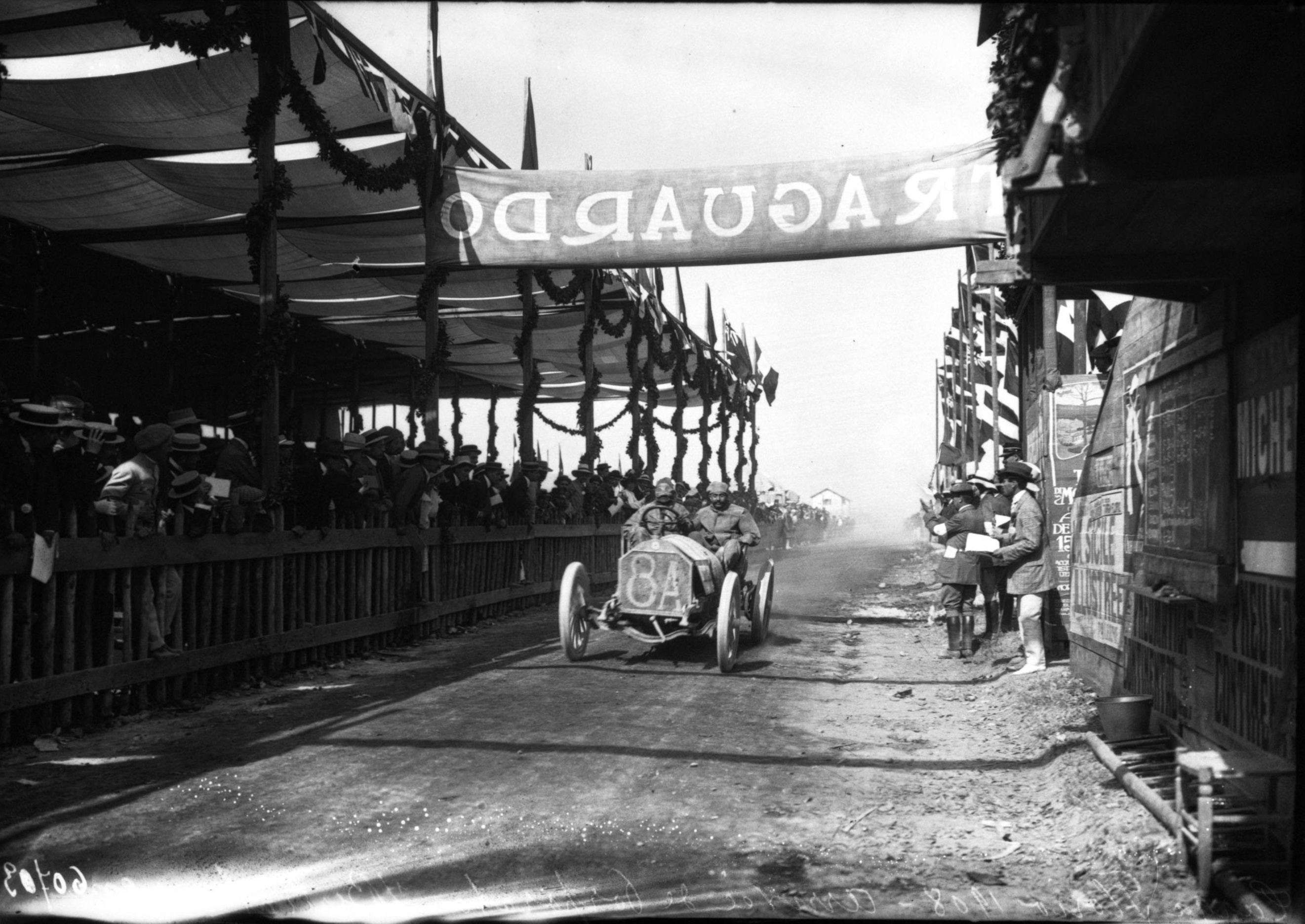
Гоночная модель Berliet, управляемая Жаном Порпорато в гонке Targa Florio 1908 года.

Berliet 20HP Закрытый тонно с поворотным сиденьем, 1903 г.

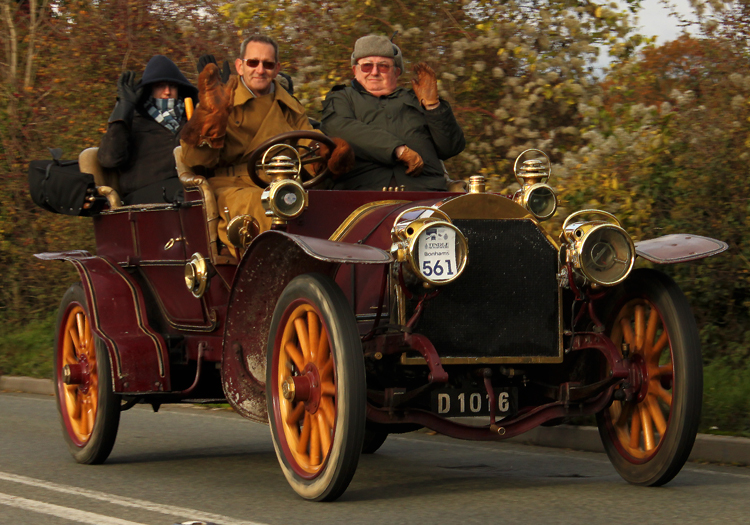
Берлие 40HP Tourer 1904 г.

Мариус Берлие начал свои эксперименты с автомобилями в 1894 году. За несколькими одноцилиндровыми автомобилями в 1900 году последовала двухцилиндровая модель. В 1902 году Берлье взял на себя управление заводом Audibert & Lavirotte в Лионе. Берлье начал производить четырёхцилиндровые автомобили с сотовым радиатором и стальной рамой шасси вместо деревянной. В следующем году была выпущена модель, похожая на современный Mercedes. В 1906 году Берлие продал лицензию на производство своей модели компании American Locomotive Company.
До Первой мировой войны Berliet предлагала ряд моделей от 8 до 60 л. с. Основные модели имели четырёхцилиндровые двигатели (2412 cc и 4398 cc соответственно), и была шестицилиндровая модель 9500 см³. А 1539 Модель cc (12 CV) производилась с 1910 по 1912 год. С 1912 года шестицилиндровые модели изготавливались только по индивидуальным заказам.

## Первая мировая война
Фирма начала разработку автомобилей для армии ещё в 1905 году, доведя к 1910 году ассортимент предлагаемых военных грузовиков до 32 моделей с 4-цилиндровыми моторами.
Первая мировая война привела к массовому увеличению спроса. Berliet, как Renault и Latil, производила грузовики для французской армии. Военные заказы предъявляли серьёзные требования к мощности завода, что требовало крупных инвестиций в производственные мощности и заводские помещения.

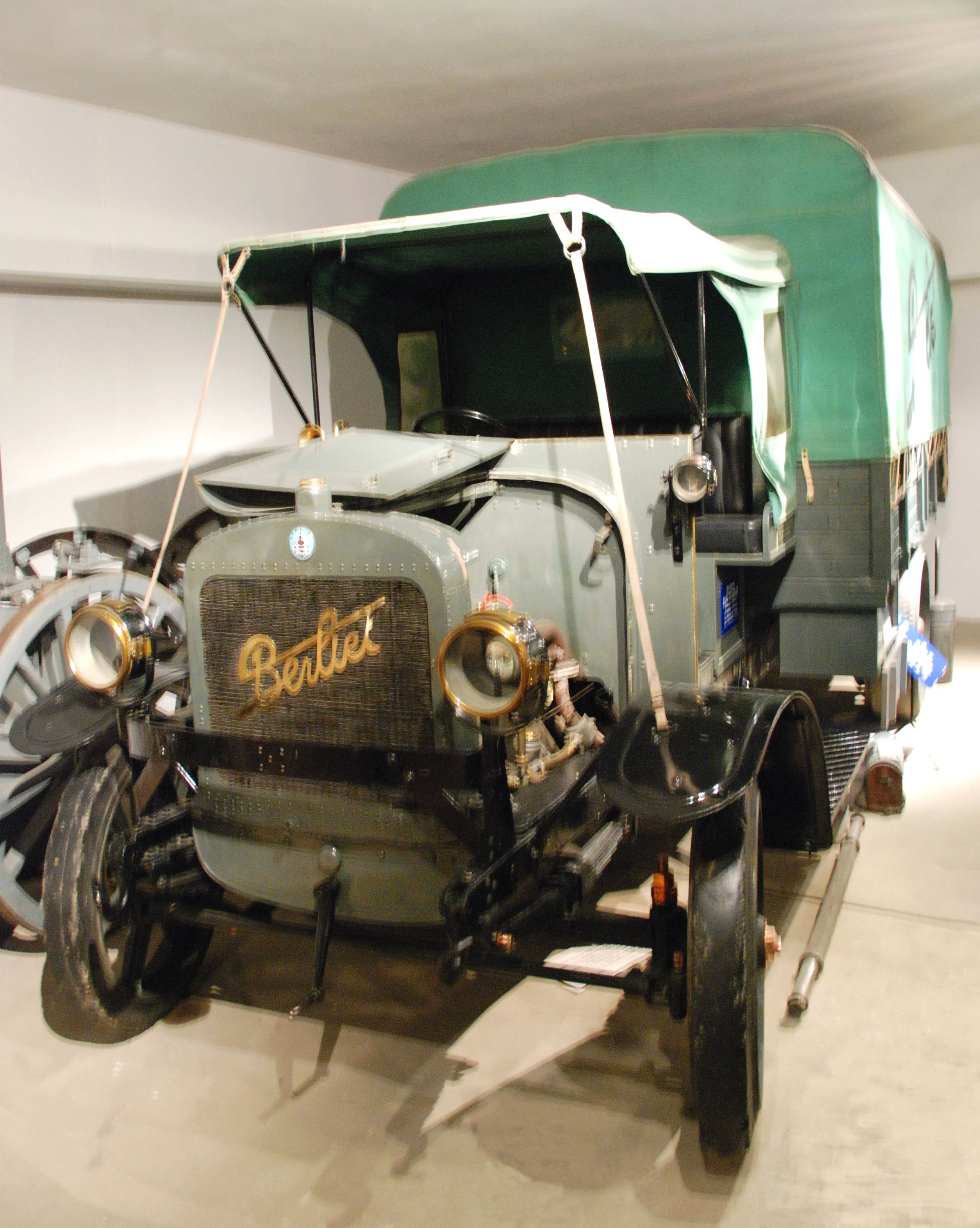
Berliet CBA в Мемориальном музее Вердена. CBA стал культовым грузовиком на Священном пути, снабжавшим фронт битвы под Верденом в 1916 году. Производство продолжалось до 1932 года.

В 1915 году между Венисьё и Сен-Прист был куплен участок в 400 гектар (990 акров) для строительства нового главного завода.
Во время войны во французскую армию фирма поставляла легковые автомобили моделей AX и AM, служившие для штабных целей, а также произведённые на их базе лёгкие грузовики с двигателями мощностью 25-40 л.с. и грузоподъёмностью до 600 кг. Однако главным армейским автомобилем стал Berliet CBA. Этот грузовик мог перевозить 3,5—4 тонны груза со скоростью до 35 км/ч, имел 4-цилиндровый двигатель рабочим объёмом 5,3 л и мощностью 35 л.с., а также 4-ступенчатую коробку передач. Эта модель производилась до 1932 года. В 1915—1916 годах 400 таких машин были поставлены в Российскую Империю.
Berliet CBA стал культовым грузовиком на Священном пути, снабжавшим фронт битвы под Верденом в 1916 году. 25 000 таких 4/5-тонных грузовиков Berliet, выпущенных в 1914 году, были заказаны французской армией. В течение 1916 года, завод ежедневно покидало 40 автомобилей. По лицензии Renault компания Berliet в это время также производила снаряды и танки FT-17. Число занятых увеличилось до 3150 человек.
К 1917 году стоимость годового оборота увеличилась в четыре раза с начала войны, и была сочтена целесообразной новая правовая структура. Компания стала называться Société anonyme des Automobiles Marius Berliet.
Военные поставки позволили фирме расширить свою гражданскую программу и контролировать 65 % национального производства грузовиков.

## Между двумя войнами
После войны производитель переориентировал часть своего производства обратно на легковые автомобили, но Berliet, тем не менее, оказался с избыточными мощностями, поскольку армия больше не покупала все грузовики, которые завод мог производить, и общий объём производства сократился вдвое.

### Сокращение диапазона
Мариус Берлие отреагировал на наступление мира, решив производить только один тип грузовиков и один тип легковых автомобилей, что представляло собой отход от его довоенной рыночной стратегии. Единственным грузовиком, на котором сосредоточился Берлие, был 5-тонный CBA, который так хорошо послужил нации во время войны.

### Непродуманный 'короткий путь'
Легковой автомобиль, представленный на стенде Berliet на 15-м Парижском автосалоне в октябре 1919 года, представлял собой 3296-кубовый (15 л. с./CV) «Торпедо» в кузове «Berliet Type VB» современного внешнего вида. Мариус Берлие вместо того, чтобы посвятить время и инженерный талант разработке нового автомобиля для нового десятилетия, он приобрёл и скопировал американский Dodge. Dodge был известен своей надёжностью, а экземпляр Berliet был хорошо принят в марте 1919 года, когда он впервые был представлен публике на Лионской торговой ярмарке. Фары были установлены необычно высоко, а простые дисковые колёса были большими, что придавало автомобилю приятный «серьёзный» вид. Особенно привлекательной была цена всего в 11 800 франков в октябре 1919 года. Однако, инженеры Berliet не смогли гарантировать, что сталь, используемая в конструкции автомобиля, была того же качества, что и североамериканская сталь, используемая для Dodge, и это привело к серьёзным проблемам для первых клиентов Berliet Type VB, а также нанесло серьёзный репутационный ущерб компании.

### Банкротство и взыскание
Завод был настроен на производство «Berliet Type VB» с производительностью 100 автомобилей в день, что было бы амбициозной целью при любых обстоятельствах. Быстрое падение спроса на единственную на тот момент модель легкового автомобиля производителя, последовавшее за проблемами с качеством, повергло бизнес в финансовые трудности: за год были зафиксированы убытки в размере 55 миллионов франков. Выживание было под вопросом, и в 1921 году Берлие был передан под судебную администрацию. Сам Мариус Берлие владел 88 % акционерного капитала, но не смог расплатиться со всеми кредиторами компании, и поэтому фирма попала в руки банков. Тем не менее, Берлие смог сохранить оперативный контроль. В течение десятилетия обеспечения, поддерживаемого устойчивым восстановлением спроса, что, в свою очередь, отражало эффективную модельную стратегию после 1922 года, Берлие смог расплатиться со своими должниками, а в 1929 году восстановить финансовый контроль над бизнесом.

### Полный ассортимент на 1925 год
К середине десятилетия производитель снова представил полный спектр моделей автомобилей на Октябрьском автосалоне 1924 года, хотя на этом этапе все они имели четырёхцилиндровые двигатели, включая даже 3958-кубовый «4-литровый» с его впечатляющими размерами цилиндров в 95 см³. х 140 мм. Диапазон на 1925 год был следующим:
- «Тип VI»: выпущен в 1924 году с двигателем объёмом 1160 см³ (7 л. с./CV). Колёсная база 2800 мм (110,2 ″). Цены на октябрь 1924 г.: 16 260 франков (голое шасси), 21 500 франков (Торпедо), 25 500 франков (берлин/седан/седан).
- «Тип VRC» с двигателем с боковыми клапанами объёмом 2603 см³ (12 л. с./CV). Колёсная база 3060 мм (120,5 ″). Цены на октябрь 1924 г.: 20 600 франков (голое шасси), 26 500 франков (Торпедо), 34 000 франков (берлин/седан/седан).
- «Тип ВМ» с двигателем с боковыми клапанами объёмом 3296 см³ (16 л. с./CV). Колёсная база 3150 мм (124,0 ″). Цены на октябрь 1924 г.: 24 800 франков (голое шасси), 33 000 франков (Торпедо), 41 650 франков (берлин/седан/седан).
- «Тип VRK / 2½ литра» с верхнеклапанным двигателем объёмом 2480 см³ (16 л. с./CV). Колёсная база 3350 мм (131,9 ″). Цены на октябрь 1924 г.: 30 000 франков (голое шасси), 46 500 франков (Торпедо), 48 500 франков (берлин/седан/седан).
- «Тип ВК» с верхнеклапанным двигателем объёмом 3958 см³ (18 л. с.). Колёсная база 3585 мм (141,1 ″). Прейскурантные цены на октябрь 1924 г.: 48 500 франков (только голое шасси).

С 1925 года завод начал производить собственные кузова автомобилей.

### Подъём рынка
В 1927 году последовали новые шестицилиндровые модели. К октябрю 1928 года, всего за двенадцать месяцев до того, как крах на Уолл-стрит привёл к резкому спаду западных экономик, три из четырёх автомобилей, представленных в 1929 году на стенде Berliet на Парижском автосалоне, были оснащены шестицилиндровыми двигателями. Диапазон на 1929 год был следующим:
- «9CV»: 1,5-литровый 4-цилиндровый двигатель. Колёсная база 2800 мм (110,2 ″)
- «10CV»: 1,8-литровый 6-цилиндровый двигатель. Колёсная база 2900 мм (114,2 ″)
- «11CV»: 2,0-литровый 6-цилиндровый двигатель. Колёсная база 2900 мм (114,2 ″)
- «20CV»: 4,0-литровый 6-цилиндровый двигатель. Колёсная база 3600 мм (141,7 ″)

Самый большой из них с четырёхлитровым двигателем всё ещё числился производящимся в марте 1929 года, но был доступен только «по специальному заказу». Однако, к этому времени производитель также разрабатывал для 1930 года 2,8-литровую шестицилиндровую модель «16CV».

### 1930-е годы

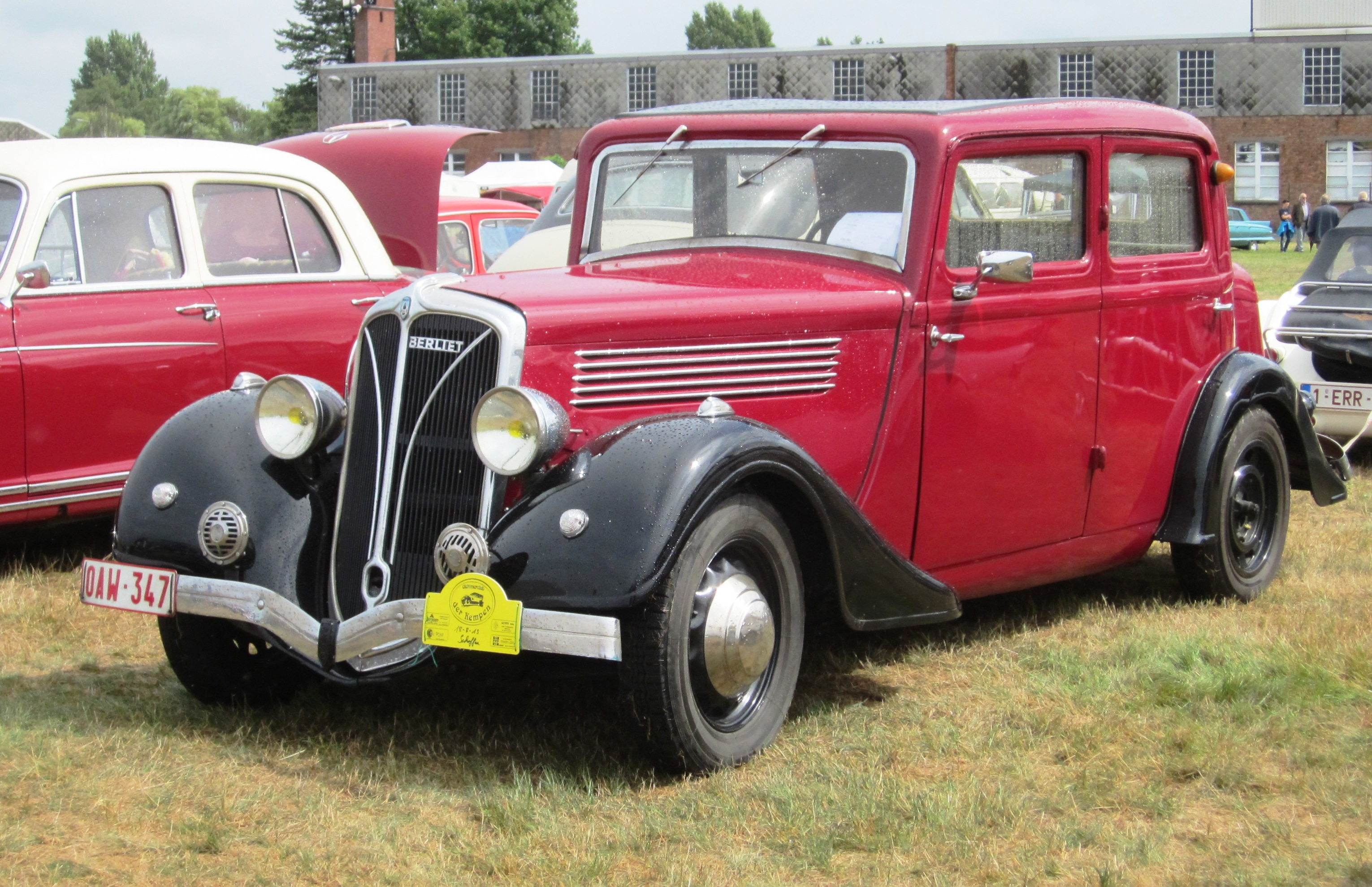
Berliet Dauphine 11CV (ок. 1936 г.).

В 1930 году компания Berliet экспериментально установила дизельный двигатель на один из своих старых грузовиков CBA, а в 1931 году была выпущена партия дизельных двигателей Berliet GD2.
С 1933 года выпускались только четырёхцилиндровые модели (1600 см³ и 2000 cc) были предложены. Последним седаном Berliet, впервые представленным на Парижском автосалоне в октябре 1933 года, но выпущенным (теперь уже с названием) только летом 1934 года, был Berliet Dauphine 11CV с двигателем объёмом 1990 см³ (11CV). В 1939 году компания Berliet прекратила производство кузовов автомобилей, и последние несколько сотен моделей Berliet Dauphine, выпущенных в первой половине 1939 года, использовали кузов Peugeot 402 с изготовленным на заказ капотом/капотом Berliet и решёткой радиатора.

## Вторая мировая война и последствия
С началом Второй мировой войны заводы компании были конфискованы государством, а Мариус Берлие получил приказ начать производство снарядов. Он отказался выполнять этот приказ и продолжил производство автомобилей. В этот период компанией были произведены 24 тыс. машин, которые попали в руки вермахта.
1 мая 1944 года на заводы компании американской авиацией было сброшено 1000 т бомб, несмотря на то, что Лион находился на неоккупированной территории. Мариус Берлие был арестован и осуждён в 1946 году к двум годам тюрьмы с конфискацией имущества и с запретом проживания в департаментах близ Лиона. Впрочем, через год он был реабилитирован с выплатой компенсации за моральный ущерб в виде пожизненной пенсии. Мариус Берлие умер 17 мая 1949 года, а уже в июле заводы фирмы были возвращены его семье. Главой компании стал сын Мариуса, Поль.

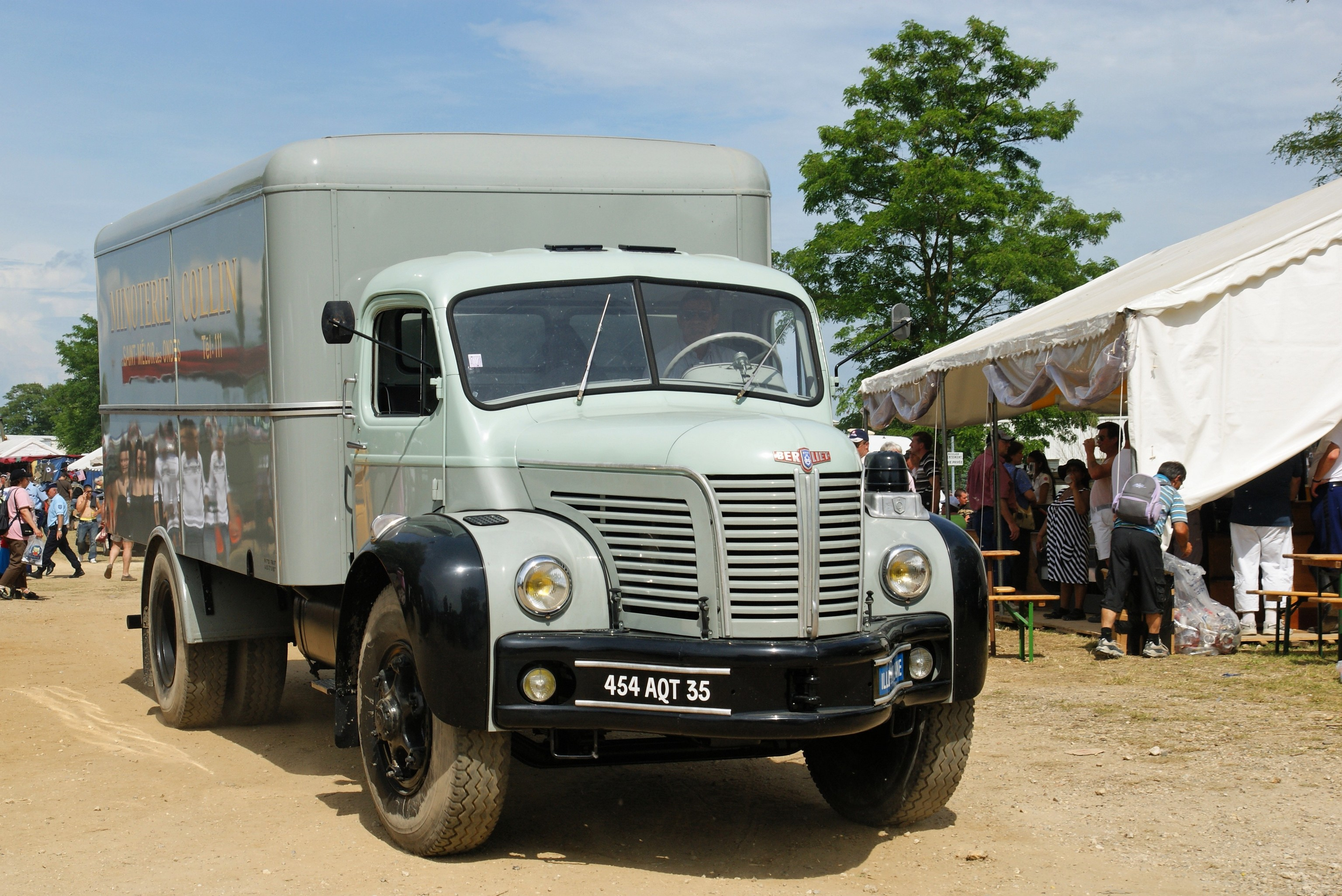
Берлие GLR

Регулярное производство легковых автомобилей прекратилось в 1939 году, а после Второй мировой войны компания производила только грузовики, а позже к ассортименту добавились автобусы. Однако, когда немцы реквизировали его в июне 1940 года, на заводе находилось более 20 совершенно новых седанов, и они были немедленно приняты на вооружение. После освобождения, с конца 1944 по начало 1945 года, из имеющихся запчастей было собрано около 50 седанов, а в 1946 году последние 15 седанов были достроены женевскими филиалами. Грузовик Berliet GLR стал первой послевоенной новинкой.
В своей книге 1975 года «Виши, Франция: старая гвардия и новый порядок: 1940—1944» Роберт Пакстон противопоставил судьбу завода по производству грузовых автомобилей Berliet в Лионе, который оставался во владении семьи Мариуса Берлие, несмотря на то, что он произвёл 2330 грузовиков для немцев — и судьбу заводов Луи Рено, которые также были конфискованы — предполагая, что завод Renault мог бы быть возвращён Луи Рено и его семье, если бы он прожил дольше. Однако Мариус Берлие, умерший в 1949 году, «упрямо отказывался признать судебные иски против него после войны». Так получилось, что заводы Renault были единственными заводами, навсегда захваченными французским правительством.

## После Второй Мировой войны
Под руководством Поля Берлие фирма превратилась в крупнейшего во Франции производителя тяжёлых грузовиков. Были построены новые заводы во Франции, Алжире и Марокко, разработаны новые модели автомобилей.
В 1957 году компания Berliet изготовила самый большой грузовик в мире — T100 6X6 с 600 PS (441 kW; 592 hp) двигателем и 700 PS (515 kW; 690 hp) от двигателя Cummins V12. Доступный как самосвал с полным приводом или дорожный тягач с колёсной формулой 6X6 для Европы и Северной Африки, он был спроектирован за 10 месяцев на заводе в Курбевуа, недалеко от Парижа, а второй создан в 1958 году; ещё два T100 были созданы в 1959 году.
Позже отдельная компания под названием MOL Trucks из Хугледа, Бельгия, купила права на проектирование некоторых оригинальных моделей BERLIET 1970-х годов и начала производство собственного оригинального модельного ряда MOL, состоящего из средних и больших грузовиков 4X4, 6X6 и 8X8, а также дорожных тягачей. Их конструкция и дизайн были полностью основаны на избранных бывших моделях Berliet.

## Ситроен, Рено и упадок
В августе 1967 года сообщалось, что Berliet перешла во владение Citroën, а держатели акций Berliet получили акции Citroën в обмен на свои акции Berliet. В 1966 году, в последний год существования Berliet как независимого предприятия, они произвели около 17 000 единиц техники. После поглощения, объединённая компания заявила, что Citroën-Berliet будет контролировать 58 % французского рынка коммерческих автомобилей массой более 6 тонн. Сам Citroën принадлежал Michelin с 1934 года после финансового кризиса.
К этому времени Michelin владела Citroën и Berliet. Однако после нефтяного кризиса 1973 года Мишлен решила продать эти две компании, чтобы сконцентрироваться на своём шинном бизнесе. Таким образом, в 1974 году Berliet был продан Renault, а Citroën — Peugeot. Затем в 1978 году Renault приступила к слиянию Berliet и Saviem и образовала Renault Véhicules Industriels.
После слияния название Berliet было прекращено, и к концу 1970-х годов прекратилось существование ещё одной французской марки, и последний производившийся автобус Berliet, PR100 1971 года, продолжал продаваться как Renault до 1993 года. Среди других продуктов, переживших слияние, — бронетранспортёр VXB-170 4x4 1973 года для французской армии и другие. Ещё одним из последних проектов Берлие был шестицилиндровый лёгкий дизельный двигатель, который поступил в производство в 1977 году и к 1982 году стал двигателем Renault VI 06.20 («120 цилиндров»).